# Ecuația funcțională exponențială
În matematică o ecuație funcțională exponențială este ansamblul tuturor funcțiilor  {\displaystyle f:\mathbb {R} \;\rightarrow \;\mathbb {R} \;} care pentru orice {\displaystyle x,y\in \mathbb {R} \;} verifică relația {\displaystyle f(x+y)=f(x)\cdot f(y)}.

Exemplul 1. Funcțiile continue {\displaystyle f:\mathbb {R} \;\rightarrow \;\mathbb {R} \;} care pentru orice {\displaystyle x,y\in \mathbb {R} \;} verifică relația {\displaystyle f(x+y)=f(x)\cdot f(y)}.

	Soluție: Fie {\displaystyle t\in \mathbb {R} \;} Pentru {\displaystyle x={\frac {t}{2}}=y} obținem relația: {\displaystyle f(t)=f\left({\frac {t}{2}}+{\frac {t}{2}}\right)={f\left({\frac {t}{2}}\right)}^{2}\geq 0}. Dacă există {\displaystyle s\in \mathbb {R} \;} astfel încât {\displaystyle f(s)=0}, atunci pentru orice {\displaystyle t\in \mathbb {R} \;} avem că {\displaystyle f(t)=f(t-s+s)=f(t-s)\cdot f(s)=0}. Din aceste relații deducem că o funcție  {\displaystyle f:\mathbb {R} \;\rightarrow \;\mathbb {R} \;} cu proprietățile din enunț sau este identic nulă sau {\displaystyle f(t)>0} pentru orice {\displaystyle t\in \mathbb {R} \;}. Analizăm cazul {\displaystyle f(t)>0} pentru orice {\displaystyle t\in \mathbb {R} \;}.

În acest caz considerăm funcția {\displaystyle g:\mathbb {R} \;\rightarrow \;\mathbb {R} \;} definită pentru orice {\displaystyle x\in \mathbb {R} \;}  prin {\displaystyle g(x)=\ln {f(x)}}. 
Fie {\displaystyle x,y\in \mathbb {R} \;}. Atunci {\displaystyle g(x+y)=\ln {f(x)f(y)}=\ln {f(x)}+\ln {f(y)}=g(x)+g(y)}.
Funcția {\displaystyle g:\mathbb {R} \;\rightarrow \;\mathbb {R} \;}  fiind continuăși aditivă are proprietatea că {\displaystyle g(x)=x\cdot g(1)}, pentru orice {\displaystyle x\in \mathbb {R} \;}. Observăm că {\displaystyle g(1)=\ln {f(1)}} sau echivalent {\displaystyle f(1)=e^{(g(1))}}.

În concluzie, pentru orice{\displaystyle x,y\in \mathbb {R} \;} avem că {\displaystyle f(x)=e^{g(x)}=e^{x\cdot g(1)}=(e^{g(1)})^{x}={f(1)}^{x}}.

Exemplul 2. Funcțiile continue {\displaystyle f:\mathbb {R} \;\rightarrow \;\mathbb {R} \;} care pentru orice {\displaystyle x,y\in \mathbb {R} \;} verifică relația {\displaystyle f(x+y)=f(x)\cdot f(y)-x\cdot f(y)-y\cdot f(x)+xy+x+y}.

	Soluție: Fie {\displaystyle x,y\in \mathbb {R} \;}. Din enunț rezultă că {\displaystyle f(x+y)-(x+y)=(f(x)-x)\cdot (f(y)-y)}.
Considerăm {\displaystyle g:\mathbb {R} \;\rightarrow \;\mathbb {R} \;} definită pentru orice {\displaystyle t\in \mathbb {R} \;} prin {\displaystyle g(t)=f(t)-t}. Atunci {\displaystyle g(x+y)=g(x)\cdot g(y)}.

Dacă {\displaystyle g(1)=0} atunci pentru orice {\displaystyle x\in \mathbb {R} \;} avem că {\displaystyle g(x)=g(1+x-1)=g(1)\cdot g(x-1)=0\cdot g(x-1)=0}.

În acest caz {\displaystyle f(t)=t} pentru orice {\displaystyle t\in \mathbb {R} \;}. Presupunem că {\displaystyle g(1)\neq \;0}. Atunci
{\displaystyle 0\neq \;g(1)=g\left({\frac {1}{2}}+{\frac {1}{2}}\right)=g\left({\frac {1}{2}}\right)\cdot g\left({\frac {1}{2}}\right)={g\left({\frac {1}{2}}\right)}^{2}>0}.
În plus, din continuitatea funcției {\displaystyle f:\mathbb {R} \;\rightarrow \;\mathbb {R} \;} rezultă continuitatea funcției  {\displaystyle g:\mathbb {R} \;\rightarrow \;\mathbb {R} \;} . Fie {\displaystyle t\in \mathbb {R} \;}.
Rezultă că {\displaystyle g(t)={g(1)}^{t}={(f(1)-1}^{t}}. Prin urmare, {\displaystyle f(t)=t+f(t)=t+{f(1)-1}^{t}}.